# Aspidosperma

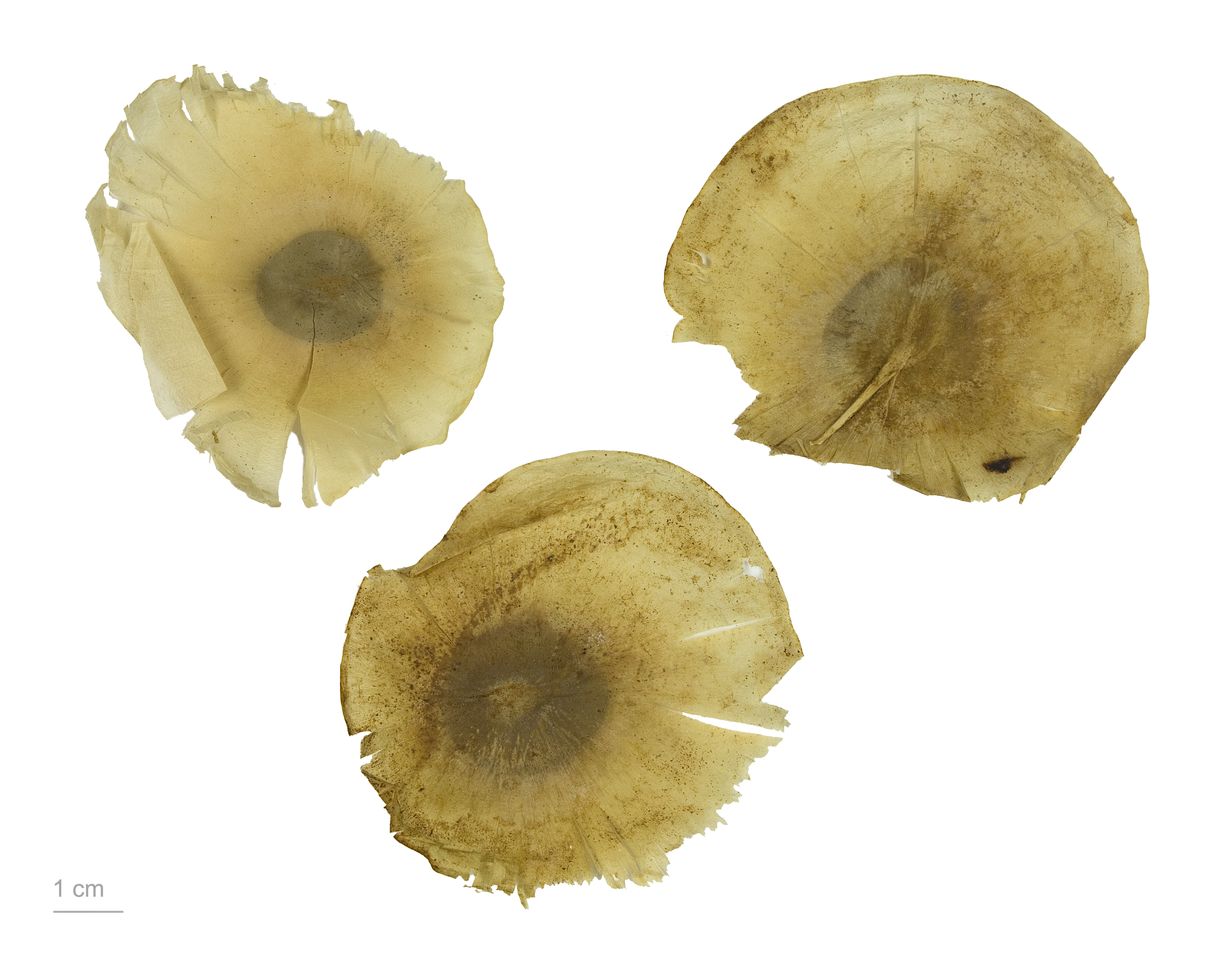
Aspidosperma sp. - MHNT

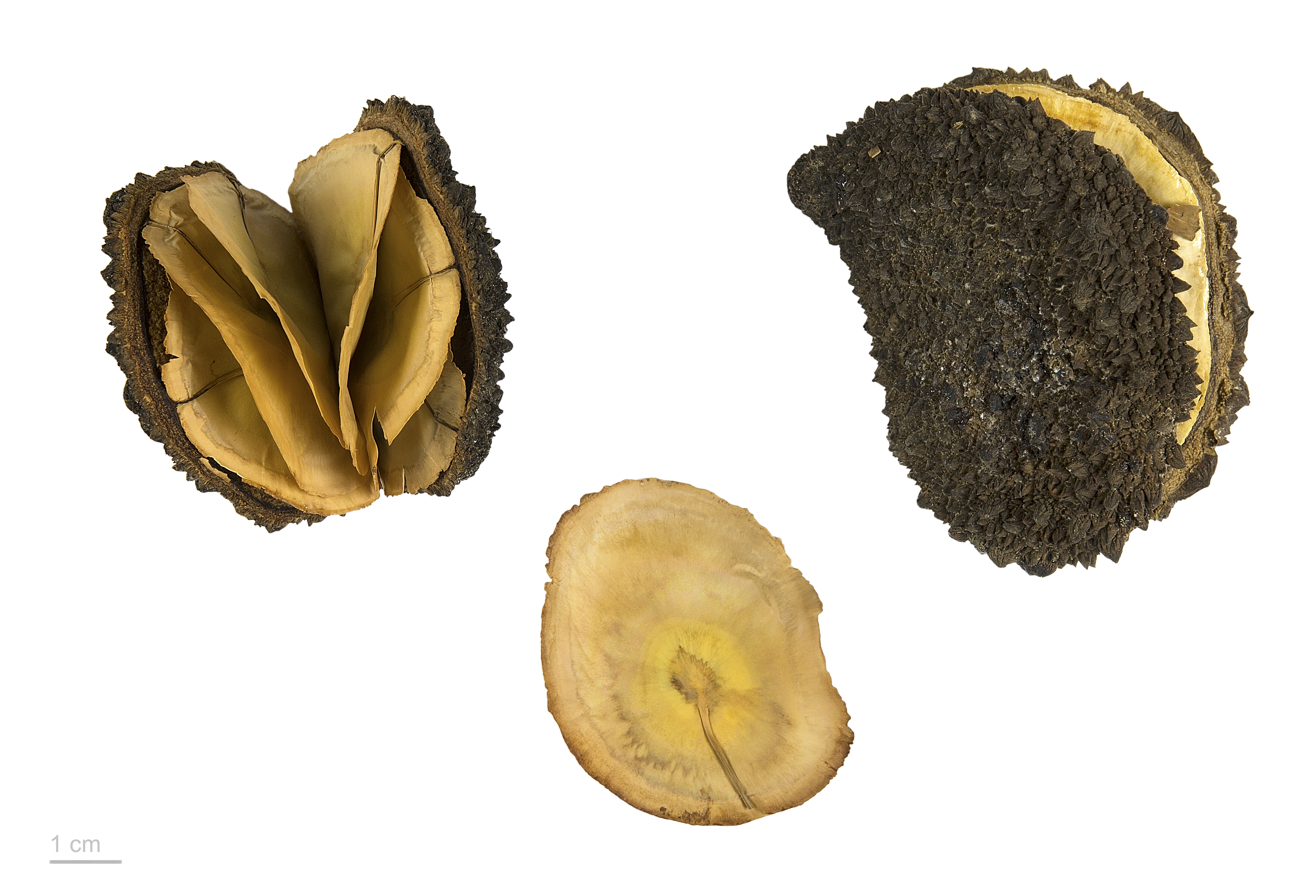
Aspidosperma carapanauba - MHNT

Aspidosperma é um género botânico pertencente à família Apocynaceae.

## Espécies selecionadas
1. Aspidosperma album
2. Aspidosperma araracanga
3. Aspidosperma auriculatum
4. Aspidosperma australe
5. Aspidosperma camporum
6. Aspidosperma capitatum
7. Aspidosperma carapanauba
8. Aspidosperma cuspa
9. Aspidosperma cylindrocarpon
10. Aspidosperma darienense
11. Aspidosperma decussatum
12. Aspidosperma desmanthum
13. Aspidosperma discolor
14. Aspidosperma dispermum
15. Aspidosperma eburneum
16. Aspidosperma eteanum
17. Aspidosperma excelsum
18. Aspidosperma fendleri
19. Aspidosperma formosanum
20. Aspidosperma gehrtii
21. Aspidosperma glaucum
22. Aspidosperma helstonei
23. Aspidosperma illustre
24. Aspidosperma inundatum
25. Aspidosperma leucocymosum
26. Aspidosperma limae
27. Aspidosperma macrocarpon
28. Aspidosperma macrophyllum
29. Aspidosperma megalocarpon
30. Aspidosperma megaphyllum
31. Aspidosperma multiflorum
32. Aspidosperma myristicifolia
33. Aspidosperma nanum
34. Aspidosperma neblinae
35. Aspidosperma nemorale
36. Aspidosperma nigricans
37. Aspidosperma nobile
38. Aspidosperma oblongum
39. Aspidosperma obscurinervium
40. Aspidosperma olivaceum
41. Aspidosperma pachypterum
42. Aspidosperma parvifolium
43. Aspidosperma pichonianum
44. Aspidosperma polyneuron
45. Aspidosperma pyricollum
46. Aspidosperma pyrifolium
47. Aspidosperma quebracho-blanco
48. Aspidosperma ramiflorum
49. Aspidosperma reductum
50. Aspidosperma resonans
51. Aspidosperma riedelii
52. Aspidosperma rigidum
53. Aspidosperma salgadense
54. Aspidosperma sandwithianum
55. Aspidosperma schultesii
56. Aspidosperma spruceanum
57. Aspidosperma steyermarkii
58. Aspidosperma subincanum
59. Aspidosperma thomasii
60. Aspidosperma tomentosum
61. Aspidosperma triternatum
62. Aspidosperma ulei
63. Aspidosperma vargasii
64. Aspidosperma williamii